# Aire tegmentale ventrale
Pour les articles homonymes, voir ATV.
L'aire tegmentaire ventrale (ATV) quelquefois également appelée aire tegmentale ventrale, est constituée d'un groupe de neurones localisés dans le mésencéphale. Une majorité de ces neurones produisent le neurotransmetteur dopamine, alors que d'autres produisent du GABA ou du glutamate. Certains des neurones dopaminergiques libèrent aussi du glutamate ou du GABA, un phénomène appelé "cotransmission". Les neurones dopaminergiques de l'ATV projettent sur de nombreuses régions du cerveau en deux grandes voies : le système mésocortical et mésolimbique. 
L'ATV fait partie du système de récompense. Elle est impliquée dans la motivation (sensation de plaisir liée à la production de dopamine) et certains processus cognitifs. Elle est également impliquée dans des pathologies comme la dépendance et certains troubles psychiatriques.